# 610
610 (DCX) var ett normalår som började en torsdag i den julianska kalendern.

## Händelser

### Okänt datum
- Muhammed blir i en vision förvissad om att han är ämnad att bli profet (omkring detta år).
- Heraclius blir bysantinsk kejsare.
- Mellersta delen av Stora kanalen i Kina blir färdig.

## Födda
- Charibert II, frankisk kung av Akvitanien 629–632 (född detta år eller 606)

## Avlidna
- Fokas, bysantinsk kejsare.